# Lenacil
Lenacil (ISO-naam) is een herbicide uit de groep der uracilderivaten. Het wordt aangewend in de teelt van suiker- en voederbieten, spinazie en azalea voor de bestrijding van eenjarige tweezaadlobbigen. Het wordt door de wortels opgenomen en werkt systemisch.
Lenacil is oorspronkelijk als herbicide gepatenteerd door DuPont in de jaren '60. Venzar is een product van DuPont op basis van lenacil. Inmiddels is de stof vrij van octrooibescherming en zijn er ook generieke producten met lenacil beschikbaar.

## Regelgeving
Lenacil is aanvaard door de Europese Commissie, en producten met lenacil zijn in meerdere lidstaten van de Europese Unie, waaronder België, toegelaten.

## Toxicologie en veiligheid
Lenacil is niet acuut toxisch voor zoogdieren. Bij proeven op ratten en muizen is de stof wel in zekere mate carcinogeen gebleken. Lenacil is wel toxisch voor waterorganismen; algen en waterplanten zijn het meest gevoelig.